# 1993년 오리콘 1위 싱글 목록
일본에서 한 주간 가장 많이 팔린 싱글은 오리콘 주간 차트에 실리며, 이 차트는 오리콘이 발행하는 잡지 《오리스타》에 개제된다. 판매량은 한 주 동안의 각 싱글의 판매량을 기준으로 오리콘이 종합한다.

## 차트 기록
| 발행일    | 싱글                                              | 가수                | 참고                               |
| --------- | ------------------------------------------------- | ------------------- | ---------------------------------- |
| 1월 4일   | (미발표)                                          | (미발표)            |                                    |
| 1월 11일  | 「世界中の誰よりきっと」                          | 나카야마 미호&WANDS | 3주 연속                           |
| 1월 18일  | 「世界中の誰よりきっと」                          | 나카야마 미호&WANDS | 3주 연속                           |
| 1월 25일  | 「もっと強く抱きしめたなら」                      | WANDS               | 2주 연속                           |
| 1월 31일  | 「もっと強く抱きしめたなら」                      | WANDS               | 2주 연속                           |
| 2월 8일   | 「がじゃいも」                                    | 톤네루즈            |                                    |
| 2월 15일  | 「慟哭」                                          | 쿠도 시즈카         |                                    |
| 2월 22일  | 「おさえきれない この気持ち」                     | T-BOLAN             |                                    |
| 3월 1일   | 「負けないで」                                    | ZARD                | 1993년 2월 1위                     |
| 3월 8일   | 「時の扉」                                        | WANDS               |                                    |
| 3월 15일  | 「YAH YAH YAH/夢の番人」                          | CHAGE&ASKA          | 2주 연속 1993년 1위 1993년 3월 1위 |
| 3월 22일  | 「YAH YAH YAH/夢の番人」                          | CHAGE&ASKA          | 2주 연속 1993년 1위 1993년 3월 1위 |
| 3월 29일  | 「愛のままにわがままに 僕は君だけを傷つけない」   | B'z                 | 4주 연속, 1993년 4월 1위           |
| 4월 5일   | 「愛のままにわがままに 僕は君だけを傷つけない」   | B'z                 | 4주 연속, 1993년 4월 1위           |
| 4월 12일  | 「愛のままにわがままに 僕は君だけを傷つけない」   | B'z                 | 4주 연속, 1993년 4월 1위           |
| 4월 19일  | 「愛のままにわがままに 僕は君だけを傷つけない」   | B'z                 | 4주 연속, 1993년 4월 1위           |
| 4월 26일  | 「愛を語るより口づけをかわそう」                  | WANDS               | 4주 연속, 1993년 5월 1위           |
| 5월 3일   | 「愛を語るより口づけをかわそう」                  | WANDS               | 4주 연속, 1993년 5월 1위           |
| 5월 10일  | 「愛を語るより口づけをかわそう」                  | WANDS               | 4주 연속, 1993년 5월 1위           |
| 5월 17일  | 「愛を語るより口づけをかわそう」                  | WANDS               | 4주 연속, 1993년 5월 1위           |
| 5월 24일  | 「夏を待ちきれなくて」                            | TUBE                |                                    |
| 5월 31일  | 「揺れる想い」                                    | ZARD                | 2주 연속                           |
| 6월 7일   | 「揺れる想い」                                    | ZARD                | 2주 연속                           |
| 6월 14일  | 「裸足の女神」                                    | B'z                 | 2주 연속, 1993년 6월 1위           |
| 6월 21일  | 「裸足の女神」                                    | B'z                 | 2주 연속, 1993년 6월 1위           |
| 6월 28일  | 「刹那さを消せやしない/傷だらけを抱きしめて」     | T-BOLAN             | 2주 연속                           |
| 7월 5일   | 「刹那さを消せやしない/傷だらけを抱きしめて」     | T-BOLAN             | 2주 연속                           |
| 7월 12일  | 「だって夏じゃない」                              | TUBE                |                                    |
| 7월 19일  | 「恋せよ乙女」                                    | WANDS               | 2주 연속, 1993년 7월 1위           |
| 7월 26일  | 「恋せよ乙女」                                    | WANDS               | 2주 연속, 1993년 7월 1위           |
| 8월 2일   | 「エロティカ・セブン」                            | 사잔 올 스타즈      | 1993년 8월 1위                     |
| 8월 9일   | 「真夏の夜の夢」                                  | 마츠토야 유미       | 2주 연속                           |
| 8월 16일  | 「真夏の夜の夢」                                  | 마츠토야 유미       | 2주 연속                           |
| 8월 23일  | 「エロティカ・セブン」                            | 사잔 올 스타즈      | 통산 2주                           |
| 8월 30일  | 「Sons and Daughters 〜それより僕が伝えたいのは」 | CHAGE&ASKA          | 2주 연속                           |
| 9월 6일   | 「Sons and Daughters 〜それより僕が伝えたいのは」 | CHAGE&ASKA          | 2주 연속                           |
| 9월 13일  | 「No.1」                                          | 마키하라 노리유키   |                                    |
| 9월 20일  | 「go for it!/雨の終わる場所」                     | DREAMS COME TRUE    | 2주 연속, 1993년 9월 1위           |
| 9월 27일  | 「go for it!/雨の終わる場所」                     | DREAMS COME TRUE    | 2주 연속, 1993년 9월 1위           |
| 10월 4일  | 「RUN」                                           | 나가부치 쓰요시     | 1993년 10월 1위                    |
| 10월 11일 | 「一途な恋」                                      | TM NETWORK          |                                    |
| 10월 18일 | 「真夜中のダンディー」                            | 쿠와타 케이스케     |                                    |
| 10월 25일 | 「風に吹かれて」                                  | 모리타카 치사토     |                                    |
| 11월 1일  | 「だってそうじゃない!?」                          | LINDBERG            | 2주 연속                           |
| 11월 8일  | 「だってそうじゃない!?」                          | LINDBERG            | 2주 연속                           |
| 11월 15일 | 「きっと忘れない」                                | ZARD                |                                    |
| 11월 22일 | 「TRUE LOVE」                                     | 후지이 후미야       | 5주 연속, 1993년 11월·12월 1위     |
| 11월 29일 | 「TRUE LOVE」                                     | 후지이 후미야       | 5주 연속, 1993년 11월·12월 1위     |
| 12월 6일  | 「TRUE LOVE」                                     | 후지이 후미야       | 5주 연속, 1993년 11월·12월 1위     |
| 12월 13일 | 「TRUE LOVE」                                     | 후지이 후미야       | 5주 연속, 1993년 11월·12월 1위     |
| 12월 20일 | 「TRUE LOVE」                                     | 후지이 후미야       | 5주 연속, 1993년 11월·12월 1위     |
| 12월 27일 | 「ロマンスの神様」                                | 히로세 코미         | 1994년 1월 1위                     |

## 연간 TOP 10
※ 집계: 1992년 12월 7일 - 1993년 11월 29일
- 1위: CHAGE&ASKA 「YAH YAH YAH／夢の番人」
- 2위: B'z 「愛のままにわがままに 僕は君だけを傷つけない」
- 3위: THE 토라부류 「ロード」
- 4위: 사잔 올 스타즈 「エロティカ・セブン」
- 5위: B'z 「裸足の女神」
- 6위: ZARD 「負けないで」
- 7위: WANDS 「時の扉」
- 8위: 마츠토야 유미 「真夏の夜の夢」
- 9위: ZARD 「揺れる想い」
- 10위: 나카야마 미호&WANDS 「世界中の誰よりきっと」